# Campionati mondiali di ginnastica artistica 2006 - Volteggio femminile
La finale ad attrezzo al volteggio dei 39° Campionati Mondiali si è svolta alla NRGi Arena di Aarhus, Danimarca. La cinese Cheng Fei difende il titolo conquistato ai Campionati Mondiali di Melbourne, seguita dalla statunitense Alicia Sacramone, che l'anno precedente arrivò terza.

## Vincitrici
| Oro            | Argento                      | Bronzo                      |
| Cheng Fei Cina | Alicia Sacramone Stati Uniti | Oksana Chusovitina Germania |

## Classifica
| Pos.    | Ginnasta             | D. Score     | E. Score     | Penalità     | 1° Parziale  | D. Score     | E. Score     | Penalità     | 2° Parziale  | Totale |
| ------- | -------------------- | ------------ | ------------ | ------------ | ------------ | ------------ | ------------ | ------------ | ------------ | ------ |
| Oro     | Cheng Fei            | 5.800        | 9.625        | —            | 15.425       | 6.500        | 9.500        | —            | 16.000       | 15.712 |
| Argento | Alicia Sacramone     | 6.300        | 9.175        | —            | 15.475       | 5.800        | 9.375        | —            | 15.175       | 15.325 |
| Bronzo  | Oksana Chusovitina   | 6.300        | 8.975        | —            | 15.275       | 5.700        | 9.225        | —            | 14.925       | 15.100 |
| 4       | Laís Souza           | 5.800        | 9.325        | —            | 15.125       | 5.600        | 9.250        | —            | 14.850       | 14.987 |
| 5       | Anna Pavlova         | 5.800        | 9.300        | —            | 15.100       | 5.600        | 9.250        | —            | 14.850       | 14.975 |
| 6       | Elena Zamolodchikova | 5.800        | 9.300        | —            | 15.100       | 5.600        | 9.225        | —            | 14.825       | 14.962 |
| 7       | Hong Su Jong         | 6.500        | 8.250        | —            | 14.750       | 6.500        | 8.150        | 0.100        | 14.550       | 14.650 |
| 8       | Sandra Izbașa        | 5.800        | 9.150        | —            | 14.950       | 5.000        | 9.175        | —            | 14.175       | 14.562 |
| Pos.    | Ginnasta             | 1° Rotazione | 1° Rotazione | 1° Rotazione | 1° Rotazione | 2° Rotazione | 2° Rotazione | 2° Rotazione | 2° Rotazione | Totale |